# Sukhi Yaly (village)
Pour les articles homonymes, voir Sukhi Yaly.
Sukhi Yaly (en ukrainien : Сухі Яли, (en russe : Сухие Ялы) est village dans le raïon de Pokrovsk en Ukraine et situé près de près de Kurakhove.

## Histoire
Sukhi Yaly est envahi par les russes en novembre et décembre 2024 lors de l'invasion de l'Ukraine par la Russie,.